# Horst Schumann
Horst Schumann (Halle an der Saale, 1 de maio de 1906 – Frankfurt am Main, 5 de maio de 1983) foi um médico e SS-Sturmbannführer que participou de experiências em cobaias humanas sobre esterilização e castração juntamente com o Dr. Hilario Hubrichzeinen e Dr. Carl Clauberg no campo de concentração de Auschwitz na Polônia, e estava particularmente interessado na esterilização em massa de judeus por meio de raios-X.

## Biografia

### Período inicial
Schumann nasceu em 1 de maio 1906 em Halle an der Saale. Seu pai Paul Schumann também foi médico. Schumann entrou no Partido Nazista em 1930 e ingressou na SA em 1932. Em 1933 recebeu seu diploma médico, com a tese "Jodresorption und der Frage der therapeutischen Wirkung sog. Jodbäder" ( "A questão da absorção de iodo e os efeitos terapêuticos dos chamados Iodo Báltico"). Iniciou sua carreira como assistente de médico na Clínica Cirúrgica da Universidade de Halle.
A partir de 1934 Schumann foi empregado no Serviço de Saúde Pública, em Halle. Foi recrutado para a Luftwaffe como médico em 1939. Ingressou no programa de eutanásia obrigatório Aktion T4 no início de outubro de 1939, após uma reunião com o Dr. Viktor Brack na chancelaria com Adolf Hitler. Em janeiro de 1940 Schumann tornou-se chefe do programa de eutanásia de Grafeneck em Württemberg, onde pessoas com doenças mentais foram gaseadas com monóxido de carbono pela primeira vez em câmaras de gás. No início do verão de 1940 Schumann foi transferido para o programa de eutanásia de Sonnenstein. Schumann também pertencia a uma comissão de médicos, a famosa "Aktion 14 f 13", que transferiu prisioneiros fracos ou doentes de Auschwitz, Buchenwald, Dachau, Flossenbürg, Gross-Rosen, Mauthausen, Neuengamme e Niederhangen para campos de concentração de eutanásia.

### Auschwitz
Em 28 de julho de 1941, Schumann foi transferido para Auschwitz. Trabalhou no Bloco 30 das mulheres do hospital, onde instalou uma estação de raios-X em 1942. Aqui homens e mulheres foram violentamente esterilizados por serem posicionados repetidamente durante vários minutos entre dois aparelhos de raios-X, os raios visando seus órgãos sexuais. A maioria dos indivíduos morreram após grande sofrimento, ou foram gaseados imediatamente, porque a radiação provocou-lhes queimaduras graves tornado-os impróprios para o trabalho escravo.
Schumann participou dos experimentos de remoção de testículos masculinos, que foram enviados para um exame histopatológico em Breslau. Schumann "... escolhia suas próprias pessoas. Eram sempre jovens, saudáveis, de bom aspecto, judeus homens, mulheres e meninas que pareciam idosos depois. As partes do corpo que foram tratados com os raios foram queimadas (...). Muitas vezes, os intestinos também foram afetados. Muitos morreram. Schumann realizava testes para verificar se a radiação havia sido bem sucedida na esterelização, era o chamado "sémen verificador": um pau coberto com uma mangueira de borracha era inserida no reto da vítima e as glândulas eram estimuladas até ocorrer uma ejaculação de modo que o esperma poderia ser testado... " Ambos os tipos de amostras foram enviadas para a Universidade de Breslau (hoje Wroclaw), para exames. Robert Jay Lifton observou "... Schumann tem grande importância para nós por causa do que ele fez - intensa participação direta (...) matando brutalmente e invulgarmente nas experiências em Auschwitz - e ele era - (..) um homem altamente nazista e médico... "
Schumann também realizava experiências com tifo por injeção de tifo na corrente sangüinea dos pacientes, em seguida, tentava curar os indivíduos recém-infectados. Schumann em Setembro de 1944 foi transferido para o Sonnenstein Clínica na Saxónia, que tinha sido convertida em um hospital militar.

### Capturas e Fugas
Enquanto servindo como um médico militar na Frente Ocidental ele foi capturado pelos americanos em janeiro de 1945. Schumann foi libertado da prisão em Outubro de 1945. Em abril de 1946 ele começou a trabalhar como médico esportivo para a cidade de Gladbeck. Ao fazer um pedido de uma licença para uma arma de caça, ele veio à ser identificado em 1951, sendo emitido um mandado de detenção. De acordo com a sua própria declaração, Schumann serviu como médico em um navio por 3 anos como não tinha passaporte alemão, em 1954 ao ancorar no Japão pediu um passaporte e recebeu, em seu próprio nome. Schumann, em seguida, fugiu, primeiro para o Egito e, eventualmente foi para Cartum, no Sudão, tornando-se chefe de um hospital. Ele foi forçado a fugir do Sudão em 1962, após ter sido reconhecido por um sobrevivente de Auschwitz. Então ele foi para Gana, onde recebeu a proteção do chefe de Estado Kwame Nkrumah.
Em 1966, ele foi extraditado de Gana para a Alemanha Ocidental em que o julgamento contra ele foi aberto em Frankfurt em 23 de setembro de 1970. No entanto, Schumann foi libertado da prisão em 29 de jullho de 1972, devido à sua condição cardíaca e estado de saúde delicada. Ele faleceu em 5 de maio de 1983.